# Zosterops socotranus
El anteojitos de Socotra (Zosterops socotranus) es una especie de ave paseriforme de la familia Zosteropidae nativa de la isla de Socotra y el norte de Somalia.

## Taxonomía
La especie fue descrita científicamente por el zoólogo alemán Oscar Neumann en 1908 como Zosterops abyssinicus socotranus. Anteriormente era tratada como subespecie del anteojitos abisinio, pero en base al resultado de un estudio de filogenética molecular publicado en 2014, en la actualidad es considerada como especie separada.